# جایزه بزرگ بریتانیا ۱۹۷۶
جایزه بزرگ بریتانیا ۱۹۷۶ (انگلیسی: ‎1976 British Grand Prix‎)، که به‌طور رسمی با نام بیست و نهمین جایزه بزرگ جان پلیر شناخته می‌شود، یک مسابقهٔ موتوری در رشتهٔ اتومبیل‌رانی فرمول یک بود که در تاریخ ۱۸ ژوئیهٔ ۱۹۷۶ در برندز هچ واقع در کنت، انگلستان برگزار شد. این گراند پری در میان ۱۶ گراند پری در فصل ۱۹۷۶، مسابقهٔ شمارهٔ ۹ بود.
در این مسابقه که در ۷۶ دور و به مسافت ۳۱۹٫۶۵۶ کیلومتر (۱۹۸٫۶۲۵ مایل) برگزار شد، پول پوزیشن توسط نیکی لائودا کسب شد و سریع‌ترین زمان برای طی یک دور پیست که برابر با ۱:۱۹٫۹۱ بود نیز توسط نیکی لائودا به ثبت رسید.
نیکی لائودا از تیم فراری، جودی شکتر از تیم تایرل-فورد و جان واتسون از تیم پنسکی-فورد به‌ترتیب مقام‌های اول تا سوم مسابقه را کسب کردند.

## رده‌بندی قهرمانی پس از مسابقه
| جایگاه | راننده       | امتیاز |
| ------ | ------------ | ------ |
| ۱      | نیکی لائودا  | ۵۸     |
| ۲      | جیمز هانت    | ۳۵     |
| ۳      | جودی شکتر    | ۲۸     |
| ۴      | پاتریک دیپلر | ۲۶     |
| ۵      | کلی رگاتزونی | ۱۶     |
| منبع:  |              |        |

| جایگاه | سازنده      | امتیاز  |
| ------ | ----------- | ------- |
| ۱      | فراری       | ۶۱      |
| ۲      | تایرل-فورد  | ۴۱      |
| ۳      | مک‌لارن-فورد | ۴۰ (۴۱) |
| ۴      | لیجیه-ماترا | ۱۰      |
| ۵      | پنسکی-فورد  | ۹       |
| منبع:  |             |         |

یادداشت
- تنها پنج جایگاه نخست از هر رده‌بندی نمایش داده شده‌است.